# Lopinawir
Lopinawir (łac. lopinavirum) – wielofunkcyjny organiczny związek chemiczny, inhibitor proteaz, lek stosowany w leczeniu zakażeń ludzkim wirusem niedoboru odporności. 

## Mechanizm działania
Lopinawir poprzez zablokowanie proteinazy HIV powoduje uwalnianie niedojrzałych postaci ludzkiego wirusa niedoboru odporności, które są niezakaźne. Ponieważ lopinawir jest intensywnie metabolizowany przez podjednostkę CYP3A4 cytochromu P450, musi być zawsze stosowany rytonawirem, który jest jego silnym inhibitorem. 

## Zastosowanie
- leczenie zakażeń ludzkim wirusem niedoboru odporności (HIV-1) jednocześnie z innymi przeciwretrowirusowymi produktami leczniczymi u dorosłych pacjentów u dorosłych, młodzieży i dzieci w wieku od 14 dni i starszych[5]

Skojarzenie lopinawiru z rytonawirem znajduje się na wzorcowej liście podstawowych leków Światowej Organizacji Zdrowia (WHO Model Lists of Essential Medicines) (2017).
Lopinawir jest dopuszczony do obrotu w Polsce (2018).

## Działania niepożądane
Lopinawir może powodować następujące działania niepożądane u ponad 10% pacjentów: zakażenia górnych dróg oddechowych, biegunka, nudności, natomiast u ponad 1% pacjentów zakażenia dolnych dróg oddechowych, zakażenia skóry, niedokrwistość, leukopenia, neutropenia, uogólnione powiększenie węzłów chłonnych, nadwrażliwość, cukrzyca, hiperlipidemia, zmniejszenie masy ciała, zmniejszenie łaknienia, niepokój, ból głowy, migrena, neuropatia, zawroty głowy pochodzenia ośrodkowego, bezsenność, nadciśnienie tętnicze, zapalenie wątroby, wysypka, poty nocne, świąd, bóle mięśniowo-szkieletowe, mialgia, osłabienie siły mięśni, kurcz mięśni szkieletowych, zaburzenia erekcji, zaburzenia miesiączkowania, astenia oraz zmęczenie.